# Finn Jones
Finn Jones (születési nevén Terence Jones; London, 1988. március 24. –) angol színész, aki Loras Tyrell szerepéről ismert az HBO-s Trónok harca sorozatból (2011-2016), valamint Danny Rand szerepéről a Netflix televíziós sorozataiból: Vasököl (2017-2018), The Defenders (2017) és Luke Cage (2018), melyek a Marvel-moziuniverzumban játszódnak.

## Pályafutása
Jones az Arts Educational Schools hároméves színészképzésén vett részt. Ezt megelőzően a bromley-i Hayes School hatodik évfolyamának tanulója volt.

## Magánélete
Jones születési neve Terence "Terry" Jones. Azért változtatta meg, hogy elkerülje az összetévesztést Terry Jones-szal, a Monty Python egyik tagjával.
2015 decemberében Jones segített az Oxfam kampányolóinak abban, hogy pénzt gyűjtsenek a szíriai menekültek támogatására irányuló felhívásra, és karácsonyi dalokat énekelt egy islingtoni bevásárlóközpontban. Jeremy Corbyn, a Munkáspárt vezetője oldalán jelent meg, és később az instagramon közzétett bejegyzésében támogatását fejezte ki Corbyn iránt.

## Filmográfia

### Film
| Év   | Magyar cím                    | Eredeti cím              | Szerep                 | Magyar hang  |
| ---- | ----------------------------- | ------------------------ | ---------------------- | ------------ |
| 2012 | Halálos kitérő 5.: Vérvonalak | Wrong Turn 5: Bloodlines | Teddy                  |              |
| 2014 |                               | Sleeping Beauty          | Barrow                 |              |
| 2014 |                               | The Last Showing         | Martin                 |              |
| 2017 | Bőrpofa                       | Leatherface              | Sorrel seriffhelyettes | Moser Károly |
| 2021 | Ébrenlét                      | Awake                    | Brian                  | Rada Bálint  |

### Televízió
| Év        | Magyar cím           | Eredeti cím               | Szerep                       | Megjegyzés                                           |
| --------- | -------------------- | ------------------------- | ---------------------------- | ---------------------------------------------------- |
| 2009      |                      | Hollyoaks Later           | Jamie                        | 5 epizód                                             |
| 2010      |                      | Hollyoaks                 | Jamie                        | 9 epizód                                             |
| 2010      | Sarah Jane kalandjai | The Sarah Jane Adventures | Santiago Jones               | 2 epizód                                             |
| 2010      |                      | The Bill                  | Mark Kennedy                 | 2 epizód                                             |
| 2010–2011 | Doktorok             | Doctors                   | Tristan Bentley / Tim Hebdon | 2 epizód                                             |
| 2011–2016 | Trónok harca         | Game of Thrones           | Loras Tyrell                 | 21 epizód                                            |
| 2015      |                      | Life in Squares           | Julian Bell                  | 3 epizód                                             |
| 2017–2018 | Vasököl              | Iron Fist                 | Danny Rand / Vasököl         | főszerep, 23 epizód                                  |
| 2017      | The Defenders        | The Defenders             | Danny Rand / Vasököl         | minisorozat, 8 epizód                                |
| 2018      | Luke Cage            | Luke Cage                 | Danny Rand / Vasököl         | vendégszerep (2 évad), epizód: "The Main Ingredient" |
| 2020      | Dickinson            | Dickinson                 | Samuel Bowles                |                                                      |

## Fordítás
- Ez a szócikk részben vagy egészben  a   Finn Jones című angol Wikipédia-szócikk fordításán alapul.  Az eredeti cikk szerkesztőit annak laptörténete sorolja fel. Ez a jelzés csupán a megfogalmazás eredetét és a szerzői jogokat jelzi, nem szolgál a cikkben szereplő információk forrásmegjelöléseként.